# Хелефорш
Хелефорш (на шведски: Hällefors) е град в централна Швеция, лен Йоребру. Главен административен център на едноименната община Хелефорш. Намира се на около 200 km на северозапад от столицата Стокхолм и на около 70 km на северозапад от Йоребру. Има жп гара. Населението на града е 4530 жители според данни от преброяването през 2010 г.

## Побратимени градове
- Йелгава, Латвия